# Epidendreae
Epidendreae, tribus orhideja, dio potporodice Epidendroideae. Podijeljen je na pet podtribusa a tipični rod je Epidendrum.

## Podtribusi
1. Tribus Epidendreae Lindl.
  1. Subtribus Agrostophyllinae
    1. Agrostophyllum Blume (141 spp.)
    2. Earina Lindl. (8 spp.)

  2. Subtribus Ponerinae Pfitzer
    1. Ponera Lindl. (4 spp.)
    2. Nemaconia Knowles & Westc. (6 spp.)
    3. Helleriella A. D. Hawkes (2 spp.)
    4. Isochilus R. Br. (14 spp.)

  3. Subtribus Calypsoinae
    1. Ephippianthus Rchb. fil. (2 spp.)
    2. Dactylostalix Rchb. fil. (1 sp.)
    3. Calypso Salisb. (1 sp.)
    4. Tipularia Nutt. (7 spp.)
    5. Changnienia Chien (2 spp.)
    6. Govenia Lindl. (30 spp.)
    7. Aplectrum Nutt. (1 sp.)
    8. Cremastra Lindl. (7 spp.)
    9. Oreorchis Lindl. (18 spp.)
    10. Corallorhiza Châtel. (15 spp.)
    11. Yoania Maxim. (4 spp.)
    12. Danxiaorchis J. W. Zhai et al. (2 spp.)
    13. Coelia Lindl. (5 spp.)

  4. Subtribus Chysidinae Schltr.
    1. Chysis Lindl. (15 spp.)

  5. Subtribus Bletiinae Benth.
    1. Bletia Ruiz & Pav. (55 spp.)

  6. Subtribus Laeliinae Benth.
    1. Meiracyllium Rchb. fil. (2 spp.)
    2. Orleanesia Barb. Rodr. (8 spp.)
    3. Jacquiniella Schltr. (12 spp.)
    4. Scaphyglottis Poepp. & Endl. (84 spp.)
    5. Nidema Britton & Millsp. (2 spp.)
    6. Domingoa Schltr. (5 spp.)
    7. Arpophyllum La Llave & Lex. (5 spp.)
    8. Alamania La Llave & Lex. (1 sp.)
    9. Isabelia Barb. Rodr. (3 spp.)
    10. xIsanitella Leinig (0 sp.)
    11. Loefgrenianthus Hoehne (1 sp.)
    12. Homalopetalum Rolfe (8 spp.)
    13. Pygmaeorchis Brade (2 spp.)
    14. Epidendrum L. (1822 spp.)
    15. Microepidendrum Brieger (5 spp.)
    16. Dimerandra Schltr. (5 spp.)
    17. Barkeria Knowles & Westc. (19 spp.)
    18. Acrorchis Dressler (1 sp.)
    19. Tetramicra Lindl. (10 spp.)
    20. Artorima Dressler & G. E. Pollard (2 spp.)
    21. Hagsatera R. González (2 spp.)
    22. Pseudolaelia Porto & Brade (23 spp.)
    23. Leptotes Lindl. (9 spp.)
    24. Dinema Lindl. (2 spp.)
    25. Oestlundia W. E. Higgins (5 spp.)
    26. Amoana Leopardi & Carnevali (2 spp.)
    27. Encyclia Hook. (194 spp.)
    28. Prosthechea Knowles & Westc. (133 spp.)
    29. Psychilis Raf. (15 spp.)
    30. Caularthron Raf. (2 spp.)
    31. Cattleya Lindl. (140 spp.)
    32. Guarianthe Dressler & W. E. Higgins (4 spp.)
    33. Broughtonia R. Br. (6 spp.)
    34. Quisqueya Dod (4 spp.)
    35. Schomburgkia Lindl. (21 spp.)
    36. xSchombolaelia (0 sp.)
    37. Laelia Lindl. (7 spp.)
    38. Adamantinia van den Berg & C. N. Gonç. (1 sp.)
    39. Myrmecophila Rolfe (9 spp.)
    40. Rhyncholaelia Schltr. (2 spp.)
    41. Brassavola R. Br. (15 spp.)
    42. Constantia Barb. Rodr. (6 spp.)

  7. Subtribus Pleurothallidinae Lindl. ex G. Don
    1. Neocogniauxia Schltr. (2 spp.)
    2. Dilomilis Raf. (5 spp.)
    3. Tomzanonia Nir (1 sp.)
    4. Brachionidium Lindl. (83 spp.)
    5. Atopoglossum Luer (3 spp.)
    6. Sansonia Chiron (2 spp.)
    7. Octomeria R. Br. (142 spp.)
    8. Dresslerella Luer (14 spp.)
    9. Myoxanthus Poepp. & Endl. (51 spp.)
    10. Echinosepala Pridgeon & M. W. Chase (17 spp.)
    11. Pupulinia Karremans & Bogarín (1 sp.)
    12. Restrepiella Garay & Dunst. (5 spp.)
    13. Barbosella Schltr. (19 spp.)
    14. Restrepia Kunth (63 spp.)
    15. Pleurothallopsis Porto & Brade (20 spp.)
    16. Chamelophyton Garay (1 sp.)
    17. Acianthera Scheidw. (303 spp.)
    18. Lankesteriana Karremans (24 spp.)
    19. Zootrophion Luer (31 spp.)
    20. Trichosalpinx Luer (31 spp.)
    21. Tubella (Luer) Archila (73 spp.)
    22. Pseudolepanthes (Luer) Archila (11 spp.)
    23. Pendusalpinx Karremans & Mel. Fernández (7 spp.)
    24. Opilionanthe Karremans & Bogarín (2 spp.)
    25. Gravendeelia Bogarín & Karremans (1 sp.)
    26. Stellamaris Mel. Fernández & Bogarín (1 sp.)
    27. Anathallis Barb. Rodr. (121 spp.)
    28. Lepanthopsis (Cogn.) Ames (49 spp.)
    29. Lepanthes Sw. (1131 spp.)
    30. Draconanthes (Luer) Luer (6 spp.)
    31. Frondaria Luer (2 spp.)
    32. Trisetella Luer (28 spp.)
    33. Dracula Luer (145 spp.)
    34. Porroglossum Schltr. (56 spp.)
    35. Masdevallia Ruiz & Pav. (640 spp.)
    36. Diodonopsis Pridgeon & M. W. Chase (4 spp.)
    37. Phloeophila Hoehne & Schltr. (5 spp.)
    38. Luerella Braas (1 sp.)
    39. Ophidion Luer (15 spp.)
    40. Andreettaea Luer (1 sp.)
    41. Andinia (Luer) Luer (81 spp.)
    42. Dryadella Luer (61 spp.)
    43. Specklinia Lindl. (111 spp.)
    44. Muscarella Luer (56 spp.)
    45. Scaphosepalum Pfitzer (54 spp.)
    46. Platystele Schltr. (120 spp.)
    47. Teagueia (Luer) Luer (18 spp.)
    48. Stelis Sw. (1335 spp.)
    49. Pleurothallis R. Br. (535 spp.)
    50. Pabstiella Brieger & Senghas (147 spp.)
    51. Madisonia Luer (7 spp.)

1. Bletiinae Benth.
2. Chysinae Schltr.
3. Coeliinae Dressler
4. Laeliinae Benth.
5. Pleurothallidinae Lindl. ex G. Don in Sweet
6. Ponerinae Pfitzer